# Euphemia Leslie, 8. Countess of Ross
Euphemia Leslie, 8. Countess of Ross (auch Eupheme, auch Lesley, * vor 1400; † nach 1424), war eine schottische Adlige.

## Leben
Sie war die Tochter und Erbin von Alexander Leslie, 7. Earl of Ross aus dessen Ehe mit Isabel Stewart, Tochter des Robert Stewart, 1. Duke of Albany und der Margaret Graham, Countess of Menteith. Sie war noch ein Kleinkind, als sie beim Tod ihres Vaters am 8. Mai 1402 dessen Titel als 8. Countess of Ross erbte.
Über ihr Leben sind nur wenige Details bekannt. Von schwacher Gesundheit und möglicherweise auch körperlich deformiert (sie wurde als „crouch backed“ beschrieben), wurde sie in die Obhut ihres Großvaters Robert Stewart, 1. Duke of Albany gegeben, der mit Urkunde vom 11. Juli 1405 auch zu ihrem Vormund bestimmt wurde.
Im Jahr 1411 versuchte ihre Tante Mary (auch Margaret), die mit Donald MacDonald, Lord of the Isles, verheiratet war, als letzte weitere legitime Erbin des Earl of Ross vorzeitig dieses Erbe antreten. Mit der Niederlage der Truppen ihres Mannes am 24. Juli 1411 in der Schlacht von Harlaw gegen eine Armee unter der Führung von Alexander Stewart, 12. Earl of Mar musste Mary diesen Versuch als gescheitert betrachten.
Im Jahr 1415 sollte Euphemia mit Thomas Dunbar, 3. Earl of Moray verheiratet werden. Dazu war aufgrund verwandtschaftlicher Nähe ein päpstlicher Dispens notwendig. Das Schreiben von Benedikt XIII., mit dem die übliche Kommission eingesetzt werden sollte, wurde in Avignon am 3. Juni 1415 ausgestellt; doch bereits am 12. Juni verweigerte Euphemia diese Ehe und verzichtete aus unbekannter Ursache zu Gunsten ihres Großvaters Robert Stewart auf alle Ansprüche aus Titel und Besitz. Dieser wiederum setzte mit einer Urkunde vom 15. Juni für Titel und Besitz erneut Euphemia als erste Erbin ein, danach seinen zweiten Sohn John, danach seinen dritten Sohn Robert. Danach fiele genanntes Erbe an die Krone zurück.
Nach dem 15. Juni 1415 sind keine weiteren Spuren von Euphemia zu finden. Sie soll in ein Kloster eingetreten und Nonne geworden sein.